# جميل كيبيكا
جميل كيبيكا (بالإنجليزية: Jahmil X.T. Qubeka)‏ (من مواليد 26 مارس 1979) هو مُخرج وكاتب سيناريو ومُنتج جنوب أفريقي.
يشتغل جميل في الغالب على أفلام الحركة والجريمة والدراما التي تدور أحداثُها في فترة ما بعد نظام الفصل العنصري في جنوب أفريقيا. وقد حصل على العديد من الجوائز، أبرزُها جائزة أفضل مخرج في حفل توزيع جوائز الأكاديمية الأفريقية للأفلام الخامس عشر عن فيلم خياطة الشتاء على بشرتي.

## الحياة الشخصية
ولد جميل كيبيكا ضمن عائلة كوسية في يوم 26 مارس 1979 في ما كان يُعرف باسم دولة سيسكي المُستقلة اسميًا. على الرغم من أنه ولد خلال حقبة الفصل العنصري، إلا أنه نشأ في حي أسود نخبوي نسبيًا، وصرح بأنه «لم يُعاني كثيرا من الفصل العنصري آنذاك». يصف جميل والده بأنه عاشق للسينما وأنه يشاهد الأفلام باستمرار.
صرح جميل بأن قُدوته في عالم السينما هُما ستانلي كوبريك وفريتز لانغ، وبأنه يستمتع أيضًا بالكوميديا وهو مُعجب كثيرا بالكوميدي الأمريكي إيدي ميرفي. وذكر أيضا أن فيلم مورفي لسنة 1982 الدي يحمل عُنوان «48 ساعة» هو أحد أفلامه المُفضلة.

## مسيرته السينمائية
اختير فيلم كيبيكا لعام 2013 ذو سمعة جيدة ليكون الفيلم الافتتاحي في دورة نفس السنة من مهرجان ديربان السينمائي الدولي، ولكن المُؤسسة الوطنية للسينما والفيديو في جنوب إفريقيا حظرت عرضه لاحتوائه على قصة حُب «غير أخلاقية» بين مُعلم وتلميذه، واختصرت المؤسسة السبب في كون الفيلم يحتوي على «مواد إباحية عن الأطفال». أُلغي هذا القرار لاحقًا بعد استئناف تقدم به مُنتجو الفيلم. فاز الفيلم بجائزة أكاديمية الأفلام الأفريقية لأفضل فيلم، وذلك في حفل توزيع جوائز الأكاديمية الأفريقية للأفلام العاشر.
فاز جميل بجائزة أفضل مخرج عن فيلمه خياطة الشتاء على بشرتي في حفل توزيع جوائز الأكاديمية الأفريقية للأفلام الخامس عشر الذي أقيم في لاغوس في نيجيريا.
في حديثه عن فيلمه مدينة المفصل لسنة 2019، صرح كيبيكا أنه يتطلع إلى مزج الأنواع السينمائية في مشاريعه المُستقبلية، وتحدث أيضًا عن «موضوع الذكورة السامة» الموجودة في ثقافة جنوب إفريقيا.
يقوم كيبيكا حاليًا بتصوير مُسلسل أكشن تلفزيوني يحمل اسم (بالإنجليزية: Blood Psalms)‏. وهُو من بطولة كُل من ثاندو ثابثي، وسيلو ماكي كا نكوبي، ووارن ماسيمولا، ويحكي المُسلسل قصة ملكة أفريقية تُحارب نبوءة بنهاية بالعالم، وتغوص بشعبها في عالم السياسة والحروب التي لا تنتهي. كما يعمل جميل حاليا في مرحلة ما قبل الإنتاج لمشروعين آخرين، كلاهما من إخراجه. الأول يُدعى «الشيطان والأبيض» (بالإنجليزية: The White Devil)‏ والثاني يحمل اسم «مايك الحديدي» (بالإنجليزية: Iron Mike)‏.

## أعماله
- 2006 : شوغون كومالو يحتضر! (بالإنجليزية: Shogun Khumalo Is Dying!)‏ (فيلم قصير).
- 2010 : بلدة صغيرة تسمى النسب (بالإنجليزية: A Small Town Called Descent)‏.
- 2013 : ذو سمعة جيدة (بالإنجليزية: Of Good Report)‏.
- 2018 : خياطة الشتاء على بشرتي (بالإنجليزية: Sew the Winter to My Skin)‏.
- 2019 : مدينة المفصل (بالإنجليزية: Knuckle City)‏.

## روابط حارجية
جميل كيبيكا على موقع IMDb (الإنجليزية)
- جميل كيبيكا على موقع قاعدة بيانات الفيلم (الإنجليزية)